# هارلی (پنسیلوانیا)
هارلی (به انگلیسی: Harleigh) یک منطقهٔ مسکونی در ایالات متحده آمریکا است که در شهرستان لوزرن، پنسیلوانیا واقع شده‌است. هارلی ۱٫۵ کیلومتر مربع مساحت و ۱٬۱۰۴ نفر جمعیت دارد.